# The Shambles

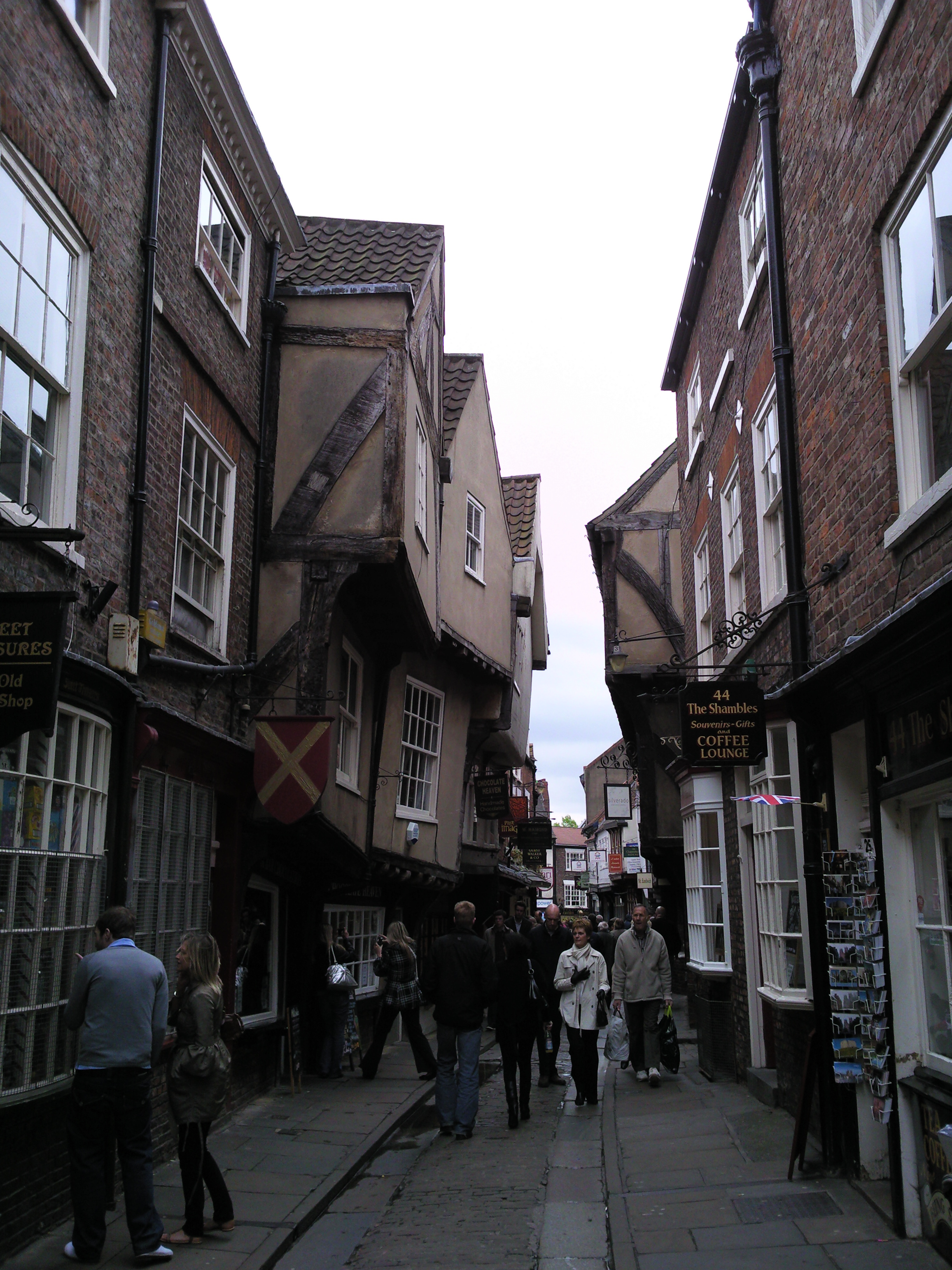
The Shambles et leurs maisons à colombages.

The Shambles est une rue médiévale d'York en Angleterre.

## Histoire
La rue est mentionnée dès 1086 dans le Domesday Book et une partie des bâtiments présents aujourd'hui remontent au XIVe siècle. C'était à l'origine la rue des bouchers d'York. Elle est devenue une importante destination touristique, avec des restaurants et des boutiques de souvenirs.

## Dans la culture populaire
Cette ruelle aurait en partie inspiré la WarnerBros pour créer les décors du chemin de traverse pour les films Harry Potter.
En 2017, une boutique dédiée à la saga Harry Potter, The Shop That Must Not Be Named  (en français : Le magasin dont on ne doit pas prononcer le nom), est ouverte dans cette ruelle par un propriétaire d'une autre boutique geek, située aussi dans York,.